# 아이클레보
아이클레보(iCELBO)는 대한민국의 1세대 로봇기업 유진로봇의 로봇 청소기 브랜드이다. 유진로봇은 1988년 설립된 국내 로봇 사업을 선도한 1세대 로봇기업이며, 2005년부터 로봇청소기를 생산해 20여년의 노하우를 갖고 있다. 대표제품으로 G5, G7, G10 시리즈가 있다. 2023년에 브랜드 아이클레보를 아이클레보(주)에 양도하고 현재 로봇청소기 사업은 종료되었다.

## 제품
- iCLEBO Free (2008년)
- iCLEBO Alpha (2009년)
- iCLEBO Smart (2010년)
- iCLEBO Home (2011년)
- iCLEBO Arte (2013년)
- iCLEBO POP (2014년)
- iCLEBO OMEGA (2016년)
- iCLEBO Disney (2017년)
- iCLEBO A3 (2018년)
- iCLEBO G5 (2019년)
- iCLEBO G7 (2020년)
- iCLEBO G10 (2021년)
- iCLEBO G5 Prime Auto-Empty Station (2022년)

## 같이 보기
- 로봇 청소기
- 유진로봇